# Pont Euskalduna
Le Pont Euskalduna est un pont sur la ria de Bilbao, en Biscaye (Pays basque - Espagne). Ce pont a la particularité d'être courbe et possède une partie abritée pour les piétons. Il a été ouvert le 18 avril 1997 et la construction réalisée par l'ingénieur Javier Manterola. Ce viaduc, situé entre la place du Sagrado Corazon (place du Sacré-Cœur) et Botica Vieja, sur les anciens chantiers navals Euskalduna (Astilleros Euskalduna), absorbe une grande partie du trafic du pont de Deusto et dispose de quatre voies, deux dans chaque direction, de trottoirs et une piste cyclable. Œuvre singulière, conçue pour permettre un accès direct aux automobilistes de la Vallée d'Asúa et du Txorierri avec l'autoroute A-8, avec direction à Saint-Sébastien, Vitoria et Santander. Une tour d'illumination de 45 mètres de hauteur accorde au projet son élément emblématique.
À une extrémité du pont, près du Parc Casilda Iturrizar, se trouve le Palais des Congrès et de Musique, connue comme Palais Euskalduna, nom tiré des chantiers navals éponymes situés dans ce même lieu, fermés à la fin des années 1980.

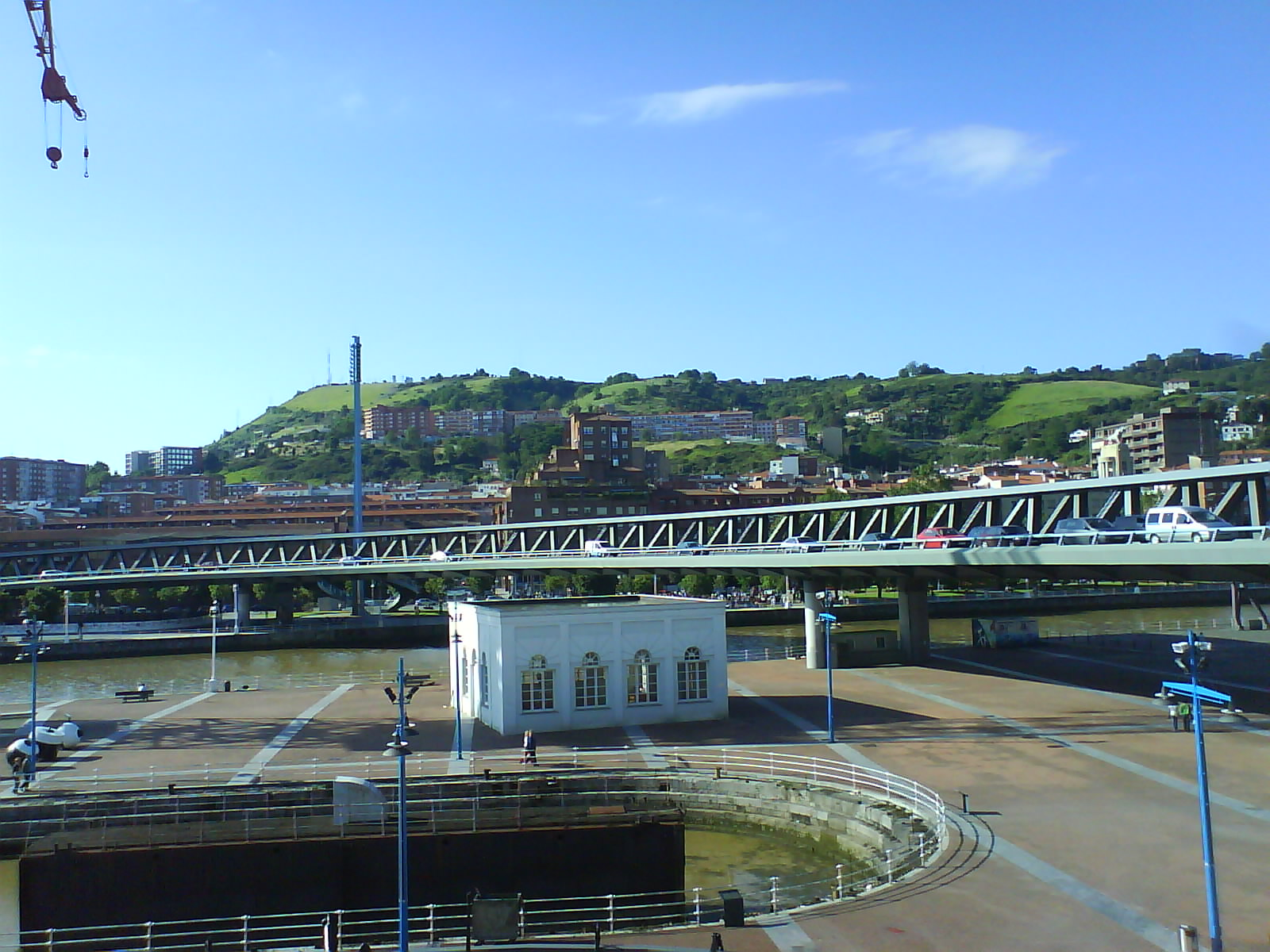
Vue générale du pont Euskalduna